# San Ġwann
San Ġwann (anciennement Msierah ou Tal-Għargħar) est la septième ville en importance de Malte, avec une population de presque 13 000 habitants. Elle remonte aussi loin que l'époque néolithique, où des gens habitaient sur la colline qui domine les vallées de Wied Ghomor et Wied Ghollieqa, tel qu'en témoignent les célèbres "roulières". Son église paroissiale est dédiée à Notre-Dame-de-Lourdes.

## Géographie
| Għargħur   | Swieqi    | San Ġiljan |
| Iklin      | San Ġwann | Gżira      |
| Birkirkara | Msida     |            |

## Jumelages
La ville de San Ġwann est jumelée avec :
 Caraman (France)
 Monreale (Italie)

## Patrimoine et culture
La commune abrite le Flarestar Observatory, le seul observatoire astronomique référencé à Malte.